# Amatonormatività
L'amatonormatività è l'insieme di assunzioni sociali secondo cui tutti aspirano ad avere una relazione romantica esclusiva. Il termine è stato coniato e affrontato da Elizabeth Brake anche riflettendo sulle pressioni sociali che ha subìto riguardanti il matrimonio che lei non desiderava. 
Non riguarda esclusivamente le pressioni sociali legate al matrimonio, ma include anche altri tipo di pressioni che riguardano la sfera romantica.

## Etimologia
La parola amatormatività è la traduzione di "amatonormativity" che deriva da amatus, parola latina per "amato", e normativity, in italiano traducibile con "normatività", che si riferisce ai costrutti sociali. Il termine è stato modellato sul termine eteronormatività. Il pregiudizio normativo contro la non monogamia etica in particolare è invece noto come mononormatività.
Elizabeth Brake ha coniato la parola per descrivere l’assunzione che tutti stiano meglio in una relazione esclusiva, romantica e a lungo termine. È anche la convinzione che tutti desiderino cercare una relazione di questo tipo. Le persone asessuali, aromantiche e/o non monogame sono considerate diverse e non conformi. Secondo la ricercatrice Bella DePaulo, l'amatonormatività alimenta lo stigma secondo cui le persone single siano incomplete, in attesa dell'altra "metà della mela". Questo tipo di stigma può spingere alcune persone a rimanere in relazioni non sane a causa della paura di rimanere single.
Secondo Brake, un modo in cui l’amatonormatività viene applicata istituzionalmente è tramite l'istituzione del matrimonio. Infatti altri tipi di rapporti non ricevono le stesse protezioni legali che offre questa istituzione.
Brake ha scritto un libro, Minimizing Marriage, in cui definisce l'amatonormatività come "l'assunzione diffusa secondo cui tutti stiano meglio in una relazione di coppia esclusiva, romantica e a lungo termine, e che tutti cerchino una relazione del genere".